# والتر لیک
والتر لیک (به انگلیسی: Walter Leake) سناتور سابق عضو حزب دموکرات-جمهوری‌خواه بود. وی در سال ۱۸۱۷ تا ۱۸۲۰ میلادی سناتور ایالت میسیسیپی در سنای ایالات متحده آمریکا بود.